# نیکولا ناپولیتانو (بازیکن فوتبال)
نیکولا ناپولیتانو (انگلیسی: Nicola Napolitano؛ زادهٔ ۲۲ ژانویهٔ ۱۹۸۳) بازیکن فوتبال اهل ایتالیا است.
از باشگاه‌هایی که در آن بازی کرده‌است می‌توان به باشگاه فوتبال کرمونزه، باشگاه فوتبال اینتر میلان، و باشگاه فوتبال اسپتزیا اشاره کرد.